# Odontotrypes paulusi
Odontotrypes paulusi är en skalbaggsart som beskrevs av Kral, Karl Franz Josef Malý och Schneider 2001. Odontotrypes paulusi ingår i släktet Odontotrypes och familjen tordyvlar. Inga underarter finns listade i Catalogue of Life.